# 크세니야 솝차크
크세니야 아나톨리예브나 솝차크(러시아어: Ксения Анатольевна Собчак, 1981년 11월 5일 ~ )는 러시아의 정치인, 언론인, 텔레비전 진행자이다. 러시아를 대표하는 사교계 명사로도 알려져 있으며 "러시아의 패리스 힐튼", "러시아에서 섹시한 젊은 여자"(It girl)라는 별칭으로 부르기도 한다.

## 생애
크세니야 솝차크는 1981년 11월 5일에 러시아 레닌그라드(현재의 러시아 상트페테르부르크)에서 상트페테르부르크 시장을 역임한 정치인인 아나톨리 솝차크와 국가두마 의원을 역임한 정치인인 류드밀라 나루소바 부부의 딸로 태어났다. 크세니야 솝차크는 자신이 유대인 혈통도 갖고 있음을 표명했다고 한다. 어린 시절에는 상트페테르부르크에 위치한 마린스키 극장, 예르미타시 미술관 예술학교에서 발레를 전공했다.
1998년에는 상트페테르부르크에 위치한 게르첸 대학교에 입학했지만 얼마 지나지 않아서 상트페테르부르크 대학교 국제관계학과로 전학했고 2001년에는 국립 모스크바 국제 관계 대학교 국제관계학과로 전학했다. 2002년에는 국립 모스크바 국제 관계 대학교에서 정치학과 석사 학위를 받았다.
2004년부터 2012년까지 TNT에서 방송된 텔레비전 리얼리티 프로그램 《돔-2》(Dom-2)의 진행자를 맡았고 2007년에는 러시아의 래퍼 티마티의 노래 《춤》(Потанцуй)의 뮤직비디오에 출연했다. 2009년에는 패션 잡지 《태틀러》(Tatler) 러시아판이 선정한 '러시아에서 바람직한 독신 여성' 명단에 수록되었다. 2011년부터 2012년까지 무스-TV(Muz-TV)에서 방송된 텔레비전 프로그램 《도전! 슈퍼모델 러시아》(Топ-модель по-русски) 시즌 1, 시즌 2, 시즌 3의 심사위원으로 참여했다.
2011년부터 러시아의 독립 텔레비전 방송국 도즈디(Дождь)에서 텔레비전 진행자로 활동했다. 2013년에는 러시아의 남자 배우인 막심 비토르간과 결혼했다.

## 정치 관점
크세니야 솝차크는 블라디미르 푸틴 대통령에 비판적인 입장을 표명했고 2011-13년 러시아 반정부 시위에 적극 참여했다. 2018년 러시아 대통령 선거에서는 시민 발의당 소속으로 출마했다.
크세니야 솝차크는 경제 분야에서 러시아를 "강력한 국가 부문을 가진 시장 경제 국가"로 규정하는 한편 자유 방임을 기반으로 하는 시장 경제, 민영화를 지지하는 입장을 표명하고 있다. 크세니야 솝차크는 "모든 대형 국영 기업은 독점 금지법을 통해 민영화되어야 하고 국가의 기업·산업 부문 점유는 독점 기업을 파기하는 것으로 일부 제한되어야 한다. 사유 재산은 법률에 의해 보호되어야 하고 소유권 및 국유화에 대한 검토는 독립적인 시장 평가를 기준으로 상환이 가능한 경우에만 가능하다. 국가는 경제 분야를 통제해서는 안 되며 세금 및 규제 입법 및 관행의 개혁을 촉진해야 한다."라는 입장을 표명했다.
크세니야 솝차크는 애국자, 민족주의자임을 표명하지만 오늘날 러시아의 애국심 가운데 거의 대부분이 인공적이라고 비판한다. 크세니야 솝차크는 "제 생각에서 이스라엘은 인간의 정신의 힘으로 가득찬 찬가이고 애국심은 위에서 온 것이 아니라 사람 안에서 태어난 것일 뿐이다. 당신의 삶에서 이스라엘에 대한 감각은 작지만 감지할 수 없는 행동으로 만들어진다. 이러한 작은 세부 사항은 노동자의 날(5월 1일), 승리의 날(5월 9일)의 대중 연설보다 훨씬 귀중하다. 그리고 나는 앉아서 듣는 것이 자기 나라가 그렇지 않다는 사실 때문에 괴롭다."라는 입장을 표명했다.
크세니야 솝차크는 여성주의자임을 표명했고 특히 산업, 경제 분야에서 여자의 대표성이 부족하다고 비판했다. 크세니야 솝차크는 "러시아에서는 여자들에게 내려진 약 500개에 달하는 무거운 직업이 공식적으로 종결되었다. 그러나 다른 사람들에 비해 여자들의 임금은 남자들에 비해 약 30% 정도 적은 편이다. 러시아의 주요 기업들 중에서 여자가 차지하는 비율은 약 5%에 불과하다. 나라의 인구 절반을 차지하는 남자들의 게임에서 여자들은 14년 만에 처음으로 목소리를 낼 자격이 있다."라는 입장을 표명했다.
크세니야 솝차크는 러시아가 우크라이나와의 분쟁에 대하여 "러시아와 우크라이나가 지금 해야 할 가장 중요한 일은 어떠한 대가를 치르더라도 우리의 우정을 조금이라도 회복시키는 것이다."라는 입장을 표명했다. 또한 광범위하고 평등한 선거 운동을 통해 크림반도의 지위에 관한 국민투표를 시행할 것을 제안했다.

## 사진

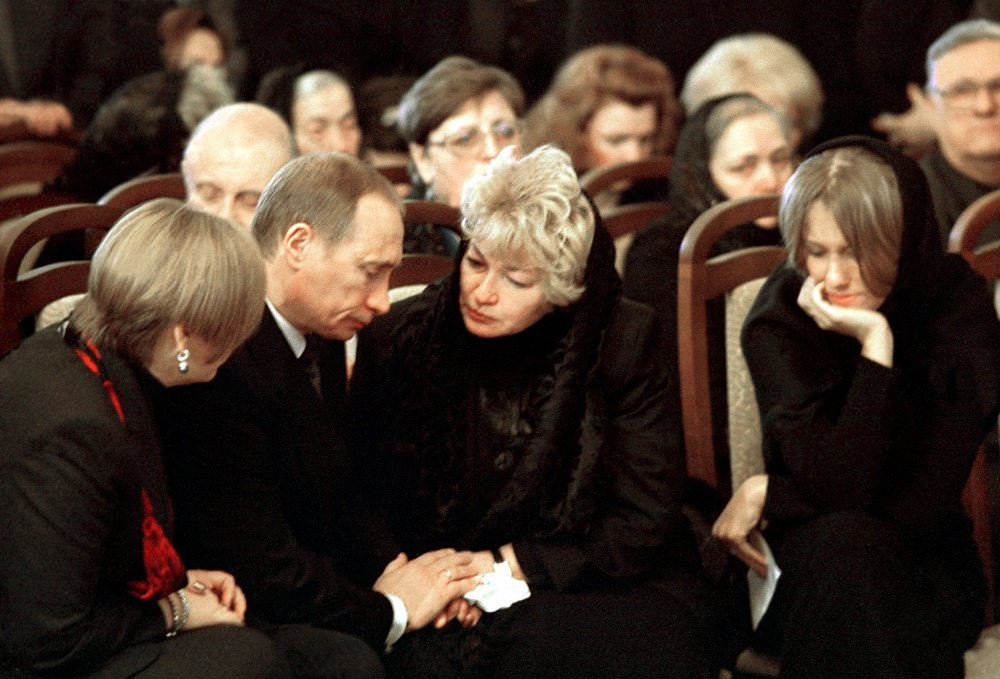
아나톨리 솝차크의 장례식. 왼쪽에서 오른쪽으로 류드밀라 푸티나, 블라디미르 푸틴, 류드밀라 나루소바, 크세니야 솝차크. (2000년 2월 24일 촬영)
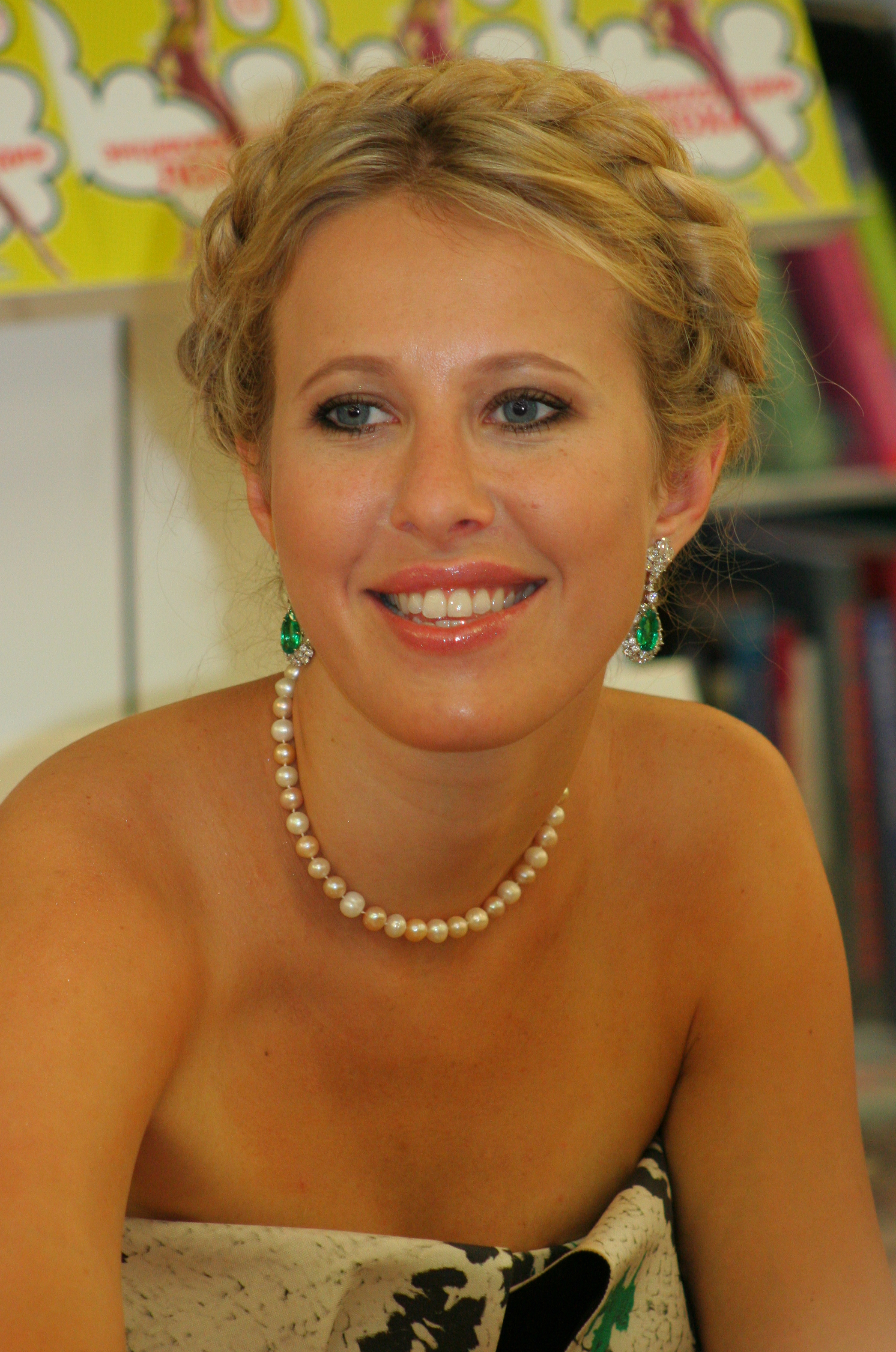
크세니야 솝차크 (2010년 촬영)

## 역대 선거 결과
| 선거명      | 직책명          | 대수 | 정당        | 득표율 | 득표수      | 결과 | 당락 |
| ----------- | --------------- | ---- | ----------- | ------ | ----------- | ---- | ---- |
| 2018년 선거 | 러시아의 대통령 | 4대  | 시민 발의당 | 1.68%  | 1,238,031표 | 4위  | 낙선 |